# General Escobedo
General Escobedo é um município do estado de Nuevo León, no México.
Em 2005, o município possuía um total de 299.364 habitantes.